# Tereza z Davle
Tereza z Davle (* 26. července 1975, Hořice) je současná česká fotografka, která se zaměřuje na akt a portrét.

## Život a tvorba
Dětství prožila v Davli. Vystudovala střední ekonomickou školu, pracovala jako recepční nebo jako asistentka v reklamní agentuře. Většinu volného času trávila ve skupině umělců a bohémů okolo baru Kamzík v Kamzíkově ulici v Praze, kde měla své první výstavy.
Začala fotografovat v roce 1993, poprvé vystavovala v roce 1996. Je samoukem, fotografuje profesionálně portréty a akty, zpravidla černobíle, na klasický film.
V současnosti se živí jako fotografka aktů, které vytváří pro soukromé účely zákaznic. Nadále pokračuje i ve volné tvorbě, kde se vedle aktů a portrétů začínají objevovat také nalezená zátiší. V roce 2009 vydala obsáhlou monografii Feminissimo.
Tereza z Davle žije v Českém Krumlově. Má dvě děti – syny Olivera a Alexandra. 

### Publikace
- AKT – naučte se fotografovat kreativně. Brno: Zoner Press, 2007. ISBN 978-80-86815-68-8. S. 190–197.
- TEREZA Z DAVLE. Feminissimo. [Praha]: Slovart, 2009. ISBN 978-80-903133-2-3.
- Hlubiny andělských duší. Čáslav: Třiatřicet, z.s., 2016.
- Průměty do ženské postavy (Tereza z Davle & Hynek Čermák. Čáslav: Třiatřicet, z.s., 2019.

### Galerie

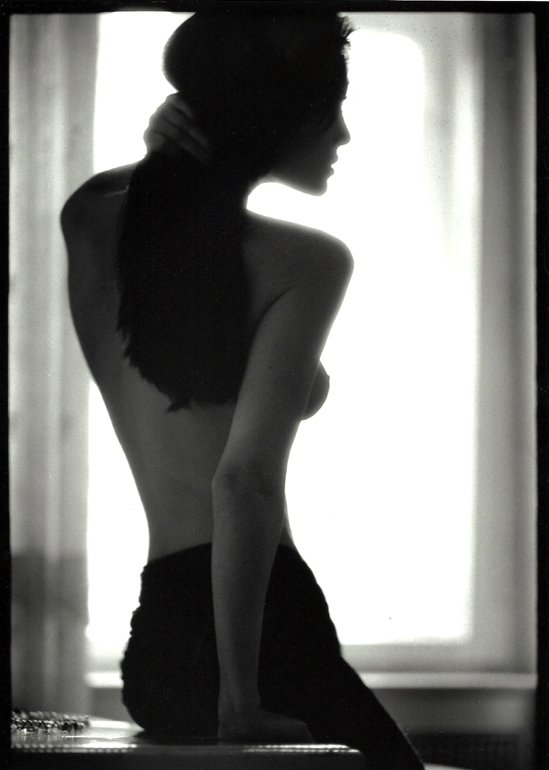
Dreamgirl (Dívka snů)
Friends (Kamarádky)
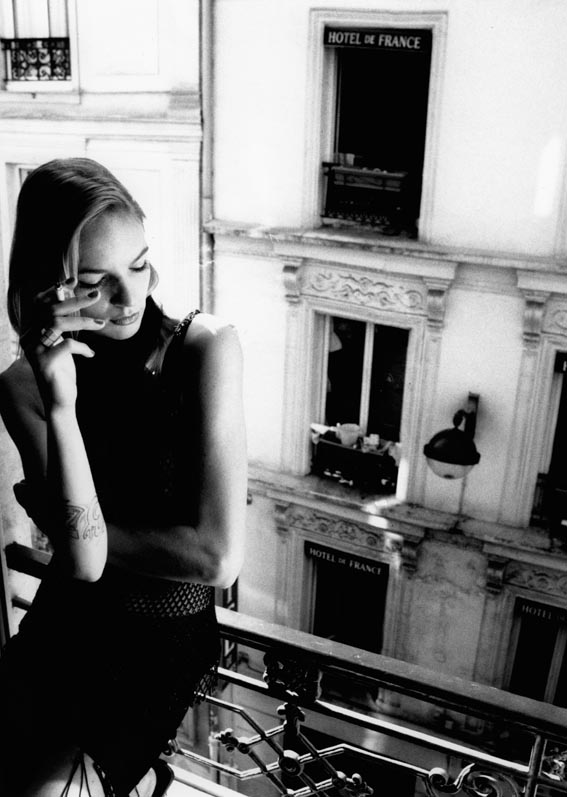
Hotel de France
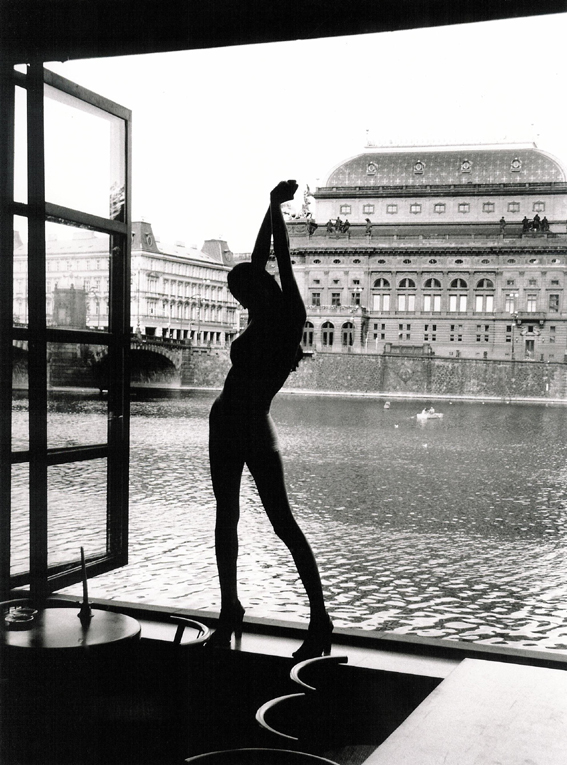
In the window (V okně)
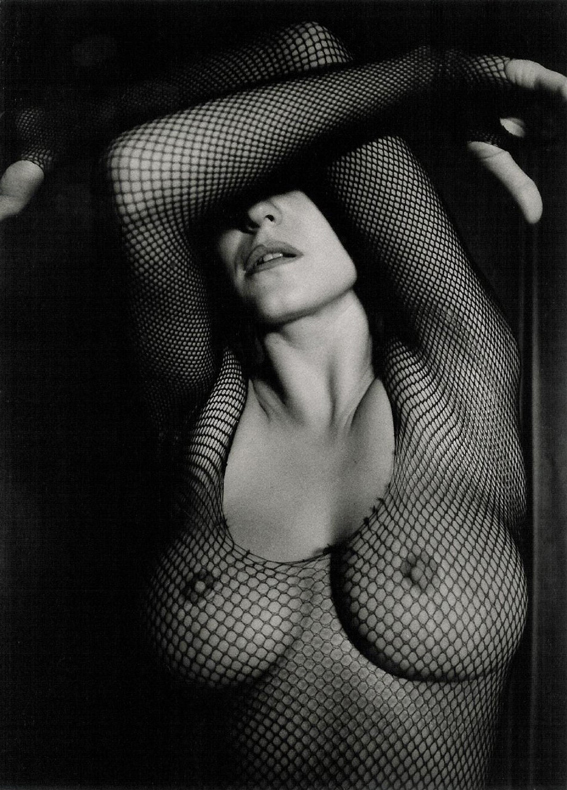
Peggy
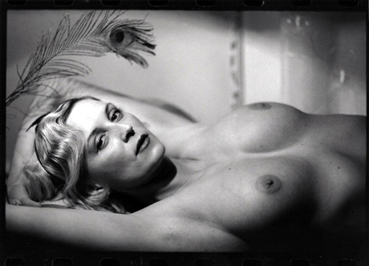
Ivana
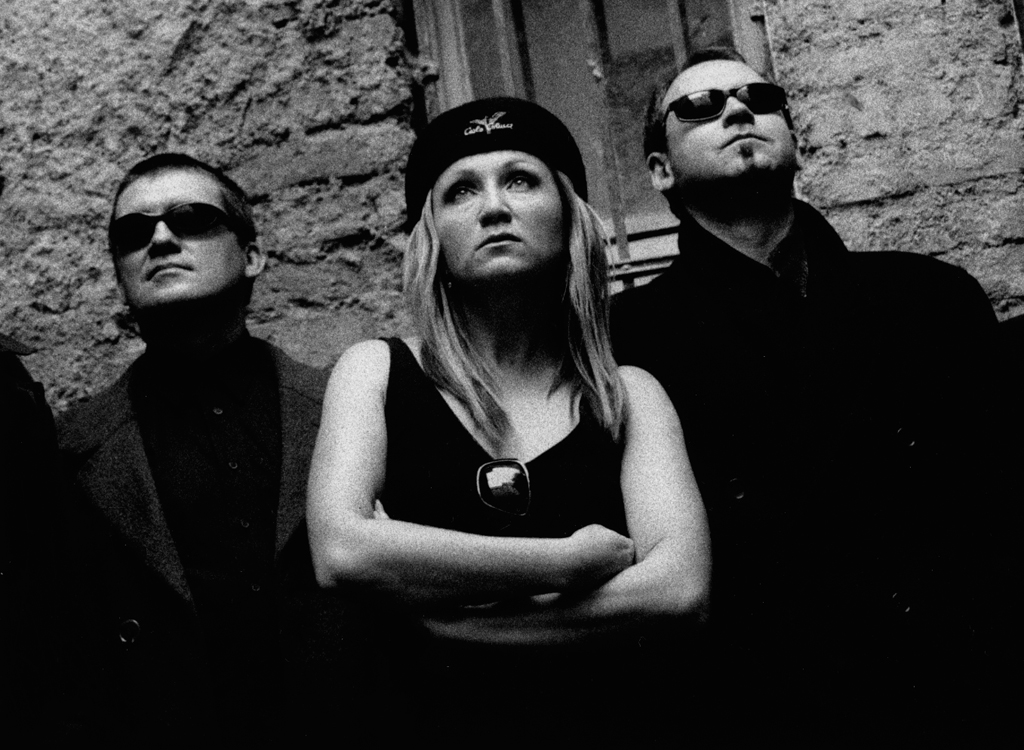
Bára Basiková a Precedens
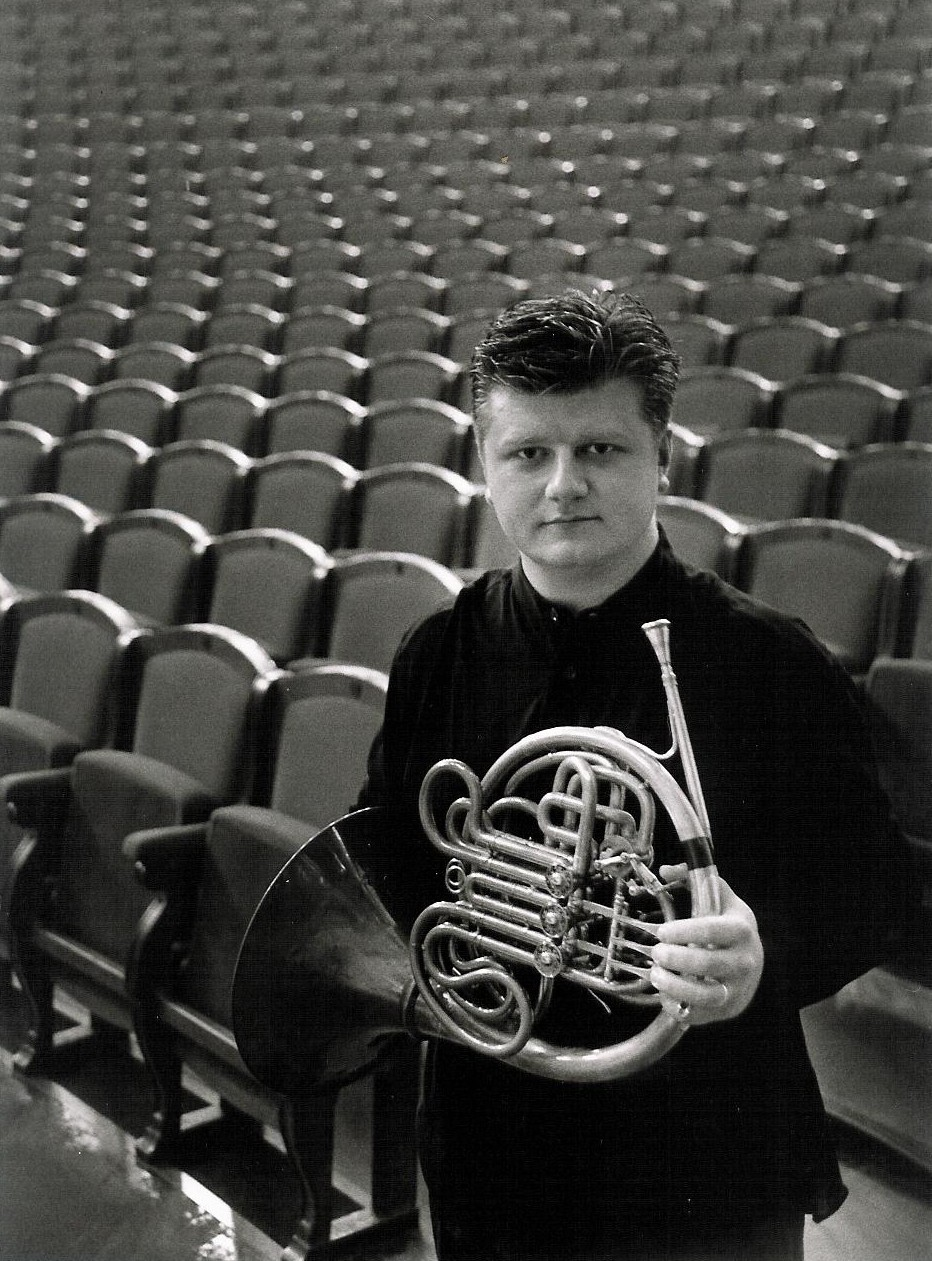
Radek Baborák
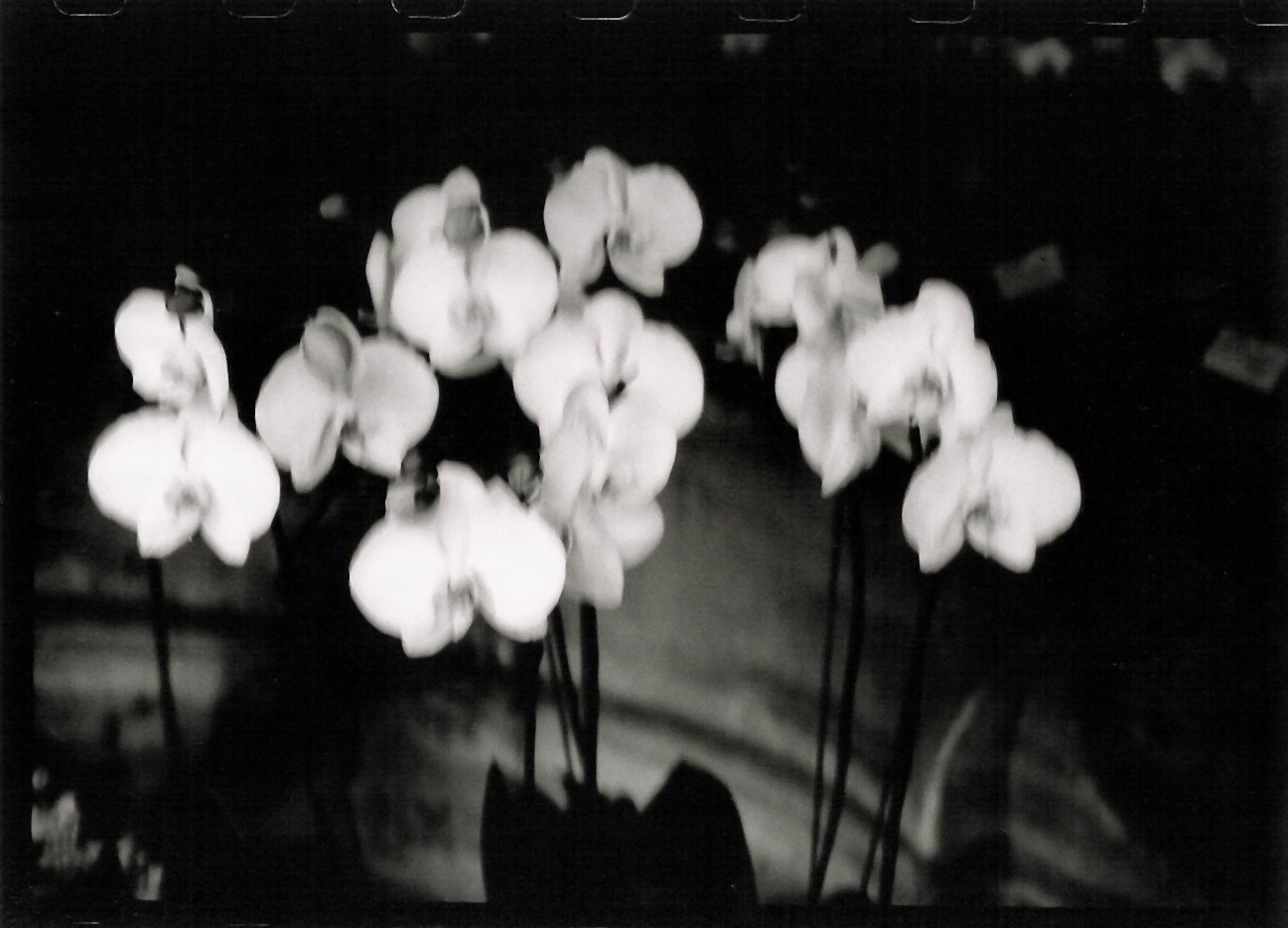
Parisiens orchids
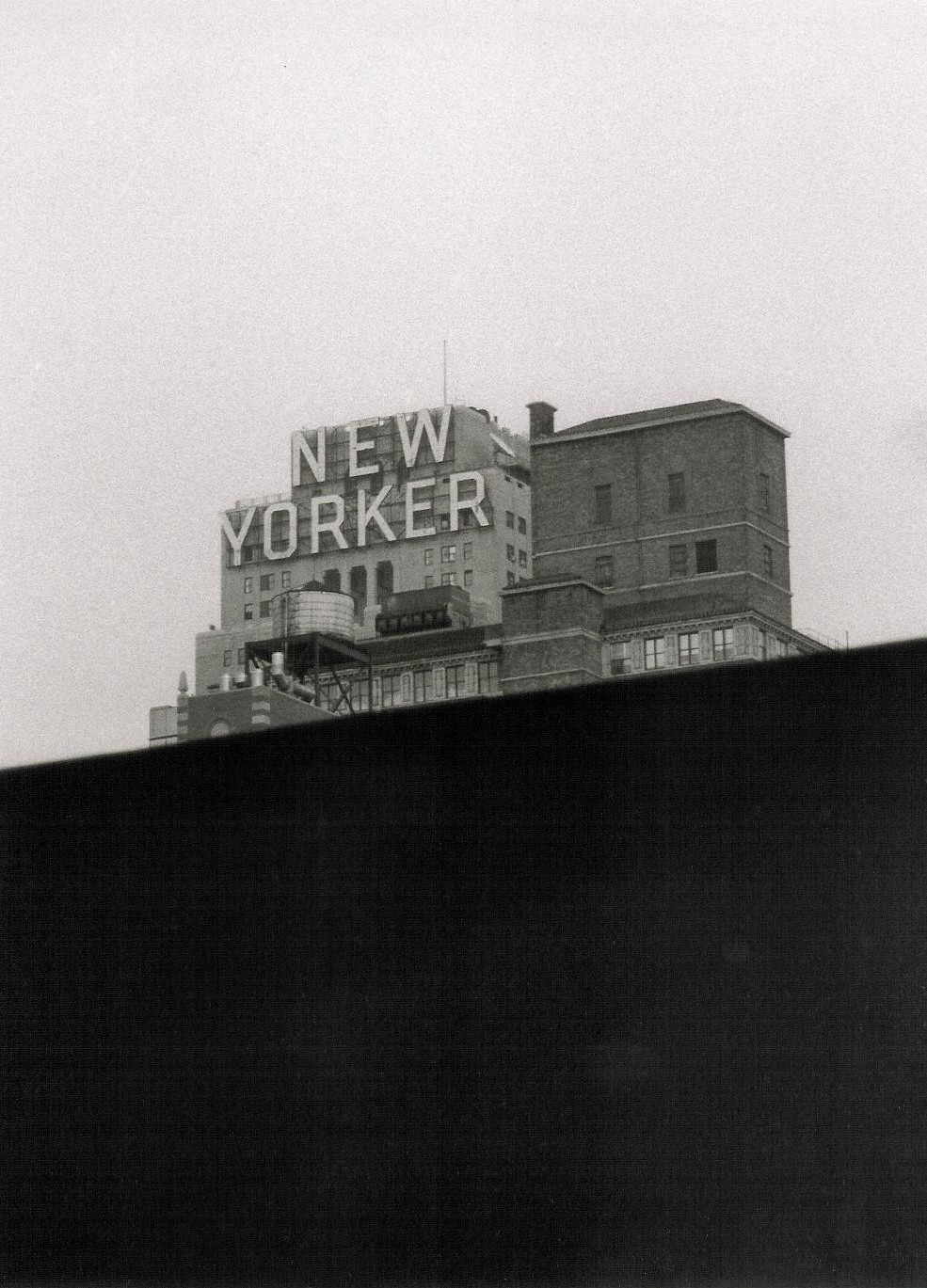
New Yorker, New York